# Jewgienija Simonowa
Jewgienija Pawłowna Simonowa (ros. Евге́ния Па́вловна Си́монова; ur. 1 czerwca 1955 w Leningradzie) – radziecka i rosyjska aktorka filmowa i teatralna, uhonorowana tytułem Ludowy Artysta ZSRR.
Aktorka Moskiewskiego Teatru im. Majakowskiego. Na ekranie debiutowała jako siedemnastoletnia studentka pierwszego roku szkoły teatralnej rolą lotniczki Maszy w filmie Leonida Bykowa Do boju idą tylko "staruszkowie". W 1980 została laureatką Nagrody Leninowskiego Komsomołu, a w 1984 Nagrody Państwowej ZSRR (1984). Została odznaczona Orderem Honoru (25 października 2005) i Orderem „Za zasługi dla Ojczyzny” IV klasy (20 kwietnia 2011).

## Wybrana filmografia
- 1973: Do walki stają tylko starcy jako Masza
- 1975: Afonia jako Katia
- 1978: Zwyczajny cud jako Księżniczka
- 1980: 26 dni z życia Dostojewskiego jako Anna Grigorjewna Snitkina
- 1981: Maskarada jako Nina
- 1996: Wyprawa po złoto jako Tasia
- 2004: Dzieci Arbatu jako mama Saszy Pankratowa, Sofia Alieksandrowna
- 2006: Wielokropek jako Kira Gieorgijewna

i inne